# Alameda de la Sagra
Alameda de la Sagra es un municipio y localidad española de la provincia de Toledo, en la comunidad autónoma de Castilla-La Mancha. El término municipal tiene una población de 4239 habitantes (INE 2024).

## Toponimia
El nombre de "Alameda" se debe al terreno de álamos que había en las riberas del arroyo. El de "La Sagra", término que procede del árabe y que significa "campo cultivado", por pertenecer a la comarca que lleva este nombre.

## Geografía
El municipio se encuentra situado en una altura de terreno yesoso en la comarca de La Sagra y linda con los términos municipales de Borox, Añover de Tajo, Villaseca de la Sagra, Cobeja y Pantoja, todos de Toledo.
Cruzan el término el río Tajo y el arroyo Guatén.

## Historia
Su origen se debe a una colonia de yeseros, vecinos de Cobeja, en el siglo XIV en tierras pertenecientes desde el siglo XII a la Iglesia de Toledo. Las chozas, que en un principio formaron el caserío, se irían transformando, a partir de 1530, en casas de mampostería.
Durante el reinado de Carlos III se construyó la "Real Acequia del Jarama", que atraviesa gran parte de este municipio.

### Vestigios
Los primeros vestigios históricos descubiertos en Alameda de la Sagra se remontan a distintos periodos Prehistóricos. Los más antiguos concretamente datan del Periodo Calcolítico, entre el 4.000 y el 2.500 a. C. Ya en este periodo se tiene constancia de que estas tierras estuvieron pobladas. También se descubrieron otros posteriores de las épocas romana e islámica. Dichos vestigios de distintos periodos aparecieron en varios parajes del término municipal.

### Yacimientos
- Yacimiento de La Planta de la Casa: Edad del Bronce, Edad del Hierro, Romano. Del 2.500 al 900 a. C. y 900 al 300 a. C.
- Yacimiento del Pozo: Edad del Bronce. Del 2.500-900 a. C.
- Yacimiento de Los Pilarejos: Periodo Calcolítico. Del 4.000 al 2.500 a. C.
- Yacimiento de Vallehondo I: Periodo Calcolítico. Del 4.000 al 2.500 a. C. Periodo Islámico.
- Yacimiento de Vallehondo II: Periodo Calcolítico. Del 4000-2500 a. C. Periodo Islámico.
- Yacimiento de Cerro del Pilarejo: Edad del Bronce. Del 2500 al 900 a. C.
- Yacimiento de Aragebal: Periodo Calcolítico. Del 4000 al 2500 a. C. Edad del Bronce. Del 2500 al 900 a. C. Periodo Islámico.
- Yacimiento del Cerro de la Paja: Edad del Bronce. Del 2500 al 900 a. C.
- Yacimientos de Las Merinas I, II, III y IV: Periodo Calcolítico, Edad del Bronce. Del 4000 al 900 a. C.

### Fundación
El nombre lo toma de una alameda que había en las riberas del arroyo, al lado del cual se levantaron las primeras casas. El genérico La Sagra, por estar enclavado en la comarca de este nombre, que significa campo cultivado. Es un topónimo de origen arábigo castellanizado. En documentos fechados entre los años 1151 a 1168, aparece ya el nombre de esta alquería. También se habla de ella como propiedad de la Iglesia de Toledo en ese tiempo, dando su mitad a poblar y cultivar en el 1160. En otro documento de 1193 se la llama "Ala Ameda". En él, se da la otra mitad al arcediano García, el cual tiene sus viñas, un corral con sus chozas y dos palomares en la propiedad.
La fundación de Alameda de la Sagra tiene dos fases. En la primera, a principios del siglo XIV, los vecinos de Cobeja establecen unas chozas de paja para guarecerse en su trabajo de explotación de las canteras de yeso. En el 1530 se comenzaron a construir casas de mampostería, abandonándose las antiguas chozas. Los pobladores fueron estableciendo las casas inicialmente en el margen izquierdo del arroyo que atraviesa el lugar, pero posteriormente lo fueron haciendo en la margen derecha al considerar que era un lugar más saludable.

### SigloXVI
En 1575, el rey Felipe II ordenó al corregidor y justicia mayor de la ciudad de Toledo, Juan Gutiérrez Tello, realizar una descripción histórica de todas las villas que estuvieran bajo la jurisdicción de la ciudad de Toledo, entre las que se encontraba Alameda de la Sagra. Para ello, al Corregidor se le hizo entrega junto con dicho mandamiento, de una relación por capítulos, que contenía la información que debería recabarse, para posteriormente enviarlo firmado y sellado al rey. En dicho mandamiento se decía que se deberían nombrar a dos o tres personas de mayor edad y que tuvieran más noticias e información sobre Alameda de la Sagra, para que junto con el alcalde, colaboraran en la redacción de la descripción histórica que se ordenó elaborar.
En 1576, se reunieron en audiencia en el lugar donde se congregaba el Concejo, las siguientes personas: el alcalde, Pedro López del Rincón, y los dos regidores, Antonio de Madrid, y Juan González, y tres vecinos del pueblo de los de mayor edad y cultura, Lorenzo Ramírez, Alonso de Pinto Madridano, y Francisco del Viso, y el escribano público de Alameda de la Sagra, Gabriel Hernández, quien recopiló y redactó los datos históricos solicitados por el rey. De lo declarado en dicha audiencia quedó constancia, y han podido extraerse muchos datos referidos a Alameda de la Sagra que se expondrán a continuación.
La Iglesia de Toledo era quien nombraba al alcalde, a los dos regidores, al escribano y al alguacil de Alameda. Estaba instituido el Concejo abierto, en el cual participaban todos los vecinos. Al alcalde le correspondía conocer las causas civiles en primera instancia, y ejecutarlas. Las causas civiles en grado de apelación correspondían al corregidor de Toledo. Los jueces de la ciudad de Toledo juzgaban las causas criminales. En última instancia los pleitos correspondían a la Chancillería de Valladolid. También había un alcalde de la Hermandad, dos cuadrilleros y un mayordomo del Concejo.
Los únicos cargos que cobraban un salario eran el mayordomo del Concejo, quien ganaba por su trabajo dos ducados al año, y el escribano y el sacristán de la iglesia, quienes cobraban cinco mil maravedíes.
Eclesiásticamente, Alameda de la Sagra formaba parte del arciprestazgo de Illescas, y del Arzobispado de Toledo.
En esta época, los vecinos de Alameda se desplazaban a recoger agua para beber al río Tajo, ya que en la población no se disponía de fuentes ni acuíferos y el agua existente era salobre. Aparte de la carencia de agua, también se carecía de leña, y tenían que abastecerse de ella en la ribera del Tajo, en Aranjuez y Aceca concretamente. La fauna también era muy escasa, y solo existían algunas liebres y conejos, aunque en muy escaso número.
Había muy poco ganado, el poco que había pastaba en un pequeño prado y en una pequeña Dehesa, los dos únicos lugares de los que disponía el Concejo.
En el poco término municipal existente se recoge principalmente trigo, cebada, vino y aceite. Parte de la tierra no se labra, que es la dedicada a la extracción del yeso. Antes de pagar el diezmo, sobre todas rentas, se pagaba el denominado pan de renta, que equivalía a unas once fanegas, y era recogido en una cilla o granero existente en la localidad que era propiedad de la Iglesia de Toledo.
A partir de 1545 las casas dejan de estar cubiertas con paja, y pasan a estar cubiertas con tejas, construyendo las tapias con tierra mezclada con piedra y yeso, materiales que había en el pueblo. Las tejas eran traídas de Higares, y la madera de Toledo.
En 1575 la población era de unos 100 vecinos poco más o menos, fue creciendo en este siglo desde 1507, cuando solo quedaron 7 vecinos, debido a una peste que asoló el pueblo. La mayoría de ellos eran agricultores y trabajadores de las canteras de yeso. Los agricultores eran unos treinta, y no tenían grandes posesiones ya que el término municipal era muy escaso. Los que se dedicaban a la extracción y fabricación del yeso lo llevaban a Toledo para su venta. No había personas muy hacendadas en Alameda a finales del siglo XVI, los más prósperos, que eran cuatro o cinco personas tenían unos 4.000 ducados de hacienda, el resto de la población no pasaba de 1000 o 1500 ducados.
La iglesia actual se terminó de construir en esta época, concretamente en el año 1574. Consta que en esta época la iglesia no tenía ninguna capilla, que no había nadie enterrado allí, y que se construyó con los donativos de los vecinos del pueblo.
Por aquel entonces se celebraba en la localidad el día de San Benito y el día de San Sebastián. El día de San Benito se celebraba el 11 de julio, y ayunaban en la víspera, o bien llevaban una candela de cinco maravedíes el propio día de San Benito. El motivo que impulsó la celebración de la fiesta fue una plaga de sabandijas y langosta en las viñas, tomando por abogado a San Benito. El día de San Sebastián era día festivo, y en su víspera, aunque no ayunaban, no comían carne. El mismo día de San Sebastián, se tenía costumbre de recoger casa por casa una limosna consistente en pan, queso y vino. El origen de la fiesta de San Sebastián fue una peste que hubo en el pueblo muchos años atrás, lo que impulsó a guardar votos a San Sebastián.

### SigloXVIII
En el siglo XVIII las autoridades concejiles de Alameda de la Sagra siguen siendo nombradas por la Iglesia de Toledo. Eran propuestas por dos canónigos al Cabildo. A su vez a esos dos canónigos se les llamaba gobernadores de la Sagra, y eran igualmente elegidos por el Cabildo. También el gobierno de Madrid nombra un alcalde de aguas para la Real Acequia del Jarama, que ejerce su jurisdicción en las tierras inmediatas al Lagunazo, un administrador de los Reales Derechos de la sosa y barrilla, otro de la renta de la pólvora, y otro para el estanco de tabaco. El alcalde ordinario nombra a otro de la Santa Hermandad, para la guarda del campo.
La población va de los 572 habitantes en los comienzos de siglo, a 1320 en su mitad, y ya a finales, cuenta con 1500 habitantes. De esta última cifra hay doscientos sesenta matrimonios, cincuenta solteros y setenta solteras. Estos últimos entre los dieciséis y los veinticuatro años. Del 1777 al 1782 nacieron doscientas cincuenta y dos personas y murieron doscientas sesenta y siete.
Las enfermedades más corrientes son las fiebres terciarias, que se remedian con sangrías, quina y agua de limón. Carece el pueblo en absoluto de agua dulce. La que beben la adquieren a los trajineros procedentes de los pueblos inmediatos: Cobeja, Yuncler, Pantoja y Villaluenga. Si se tienen, en cambio, aguas medicinales.
La vivienda: El núcleo urbano se compone de doscientas noventa casas, todas en el pueblo, de ellas veintiséis ruinosas, y veinte inhabitables. El cabildo posee una casa para la recolección del fruto, y en el campo hay siete cobertizos para refugio del ganado. El cementerio está situado dentro del pueblo, constituyendo un grave peligro para la salud del vecindario, al estar casi demolido.
La tierra en Alameda de la Sagra, en el siglo XVIII, estaba dividida entre distintas instituciones y personas, detentándose la propiedad de la tierra, de la siguiente forma:
-Una parte de la tierra es de absentistas, como la Dehesa de Villariche y las tierras del Lagunazo, propiedad del Marqués de Estepa. Las tierras de Ontalba y Arébar (Dehesa de Daragebal), pertenecía al Cabildo de la Iglesia de Toledo. La Dehesa o Encomienda de San Juan, llamada Alegar o Alexar, pertenece al Comendador de El Viso de Illescas, que era parte integrante de la Orden de San Juan.
-Otra parte de la tierra pertenece a la clase trabajadora o acharqueros, y tienen muy escasa tierra propia y labran con una yunta.
-Hay otra parte de la tierra que pertenece a vecinos de Añover de Tajo.
En cuanto a las Dehesas, hay que destacar que las más significativas son:
-La Dehesa del Alegar o Alexar. Es una encomienda conocida por esos dos nombres, cuyo significado es “alijar, alisar, o pulir piedras”. Este término se utilizaba para designar propiedades que se dedicaban a pastos. Dicha Dehesa cuenta con unos doce vecinos.
De esta Dehesa se tiene constancia de su existencia en el año 1155, antes de la fundación de Alameda de la Sagra como pueblo, ya que en dicho año, se hace referencia a ella en un documento escrito. En 1168 tiene aquí propiedades el Monasterio de Santo Domingo de Silos (Burgos). Son tierras pobres dedicadas a pastos comunales, y tiene una extensión de 1.300 fanegas, de ellas 200 eran de muy buena calidad para trigo, importando su renta 51.300 reales.
Antes de pertenecer al Comendador de El Viso de Illescas, de la Orden de San Juan, en 1155, la Mesa del Cabildo de la Catedral de Toledo, a quien pertenecía, entrega la Dehesa del Alegar a varias personas para que la pueblen. Era la época de la Reconquista. En 1190 vuelve a adquirir el cabildo la doceava parte de ella, entonces era ya una alquería, o conjunto de casas de labranza lejos de un poblado.
-La Dehesa del Lagunazo. Dehesa cruzada por la Acequia del Jarama. A mediados del siglo XVIII viven en ella 30 vecinos, con hacienda propia, aunque su mayor parte pertenecía al Marqués de Estepa. Ocupa 1000 fanegas de extensión, 300 de ellas de muy buena calidad. A mediados del referido siglo, vale en arriendo 41 600 reales.
En cuanto a la producción agrícola, en el término, hay regadío para hortalizas y tierra de secano, además de los plantíos de viñedo y olivar, que lo están sin orden los primeros, y a marco los segundos. Miden por fanegas de quinientos estadales el secano y las olivas, por aranzadas los viñedos. En cada fanega se plantan cincuenta pies de oliva y en la aranzada caben unas cuatrocientas cepas. En el secano, por cada fanega de marco, se siembran dos de trigo o de cebada. El cultivo principal, en su escaso término, es el viñedo: habiendo por otra parte siete mil olivos, todos grandes y algunos en bicultivo con la vid.
Al cultivo de cereal sólo le queda un tercio de la tierra. De ellos el que más área de cultivo abarca es la cebada. Es buena la cosecha de cereal cuando llueve en febrero y mayo. Se cría también avena, habas, garbanzos, algarrobas, lentejas o titos y alcarceñas. La falta de leña hace que se queme ordinariamente paja, por ello, en el 1748, se ordenó un replante de olivas y pinos. Abundan en cambio los tomillares.
La producción agrícola de vino es de seis mil arrobas. Aquel es de muy buena calidad, blanco, pero solo dura hasta el mes de julio siguiente por la insuficiencia de vasijas donde guardarlo. El depósito se suele hacer en cubas. De aceite se recogen novecientas arrobas, noventa fanegas de trigo y dos mil ochocientas cincuenta de cebada. Cada aranzada produce unas trescientas arrobas de uva, y doce de vino claro. La oliva, plantada en tierra de buena calidad, rinde una fanega de aceituna y media arroba de aceite.
Ganadería: Las ovejas, propiedad del vecindario, suman mil ciento ochenta y seis cabezas. Hay unas treinta y cinco cabezas de porcino y el ganado de labor se reduce a doscientas diecinueve mulas y caballos, y a ciento noventa y seis asnos. La arroba de lana, de seis vellones, se paga a 30 reales.
Industria y actividades económicas: la industria principal de Alameda, desde su fundación como pueblo, es la explotación del yeso. Cada fabricante tiene un depósito para la venta, situado en cuevas junto al paraje conocido por La Huerta, que llaman Cuevas de su común. Para vender ha de permanecer el yesero a la puerta de su cueva, esperando que le toque el turno para hacerlo. El comprador carece de libertad para adquirir, pues obligatoriamente tiene que tomar el yeso de la cueva, a la que corresponde vender por riguroso turno. Se suelen cocer al año unos cuarenta y tres mil doscientos sesenta cahíces de yeso. Cada cahiz de yeso blanco se vende a 8 reales y el de yeso negro a 6,5 reales, produciéndose un total de 253.200 reales. Las canteras de yeso las trabajan con barrenos, preparando la excavación con picayos que pesan de ocho a nueve libras.
En el 1779, por haberse instalado en Añover una fábrica de salitre, filial de la Real Fábrica, se aplicaron en este pueblo unas seis familias para proveer de azufre a la mencionada factoría. Ahora lo llevan a la central de Madrid.
También hay un taller que elabora tejas y ladrillos.
Aparte de la industria principal de Alameda desde su fundación, que es la explotación del yeso, como ya ha quedado expuesto, destacaban otras actividades económicas, que son las siguientes:
-La Tahona. Había una en la localidad, ubicada en la actual calle denominada Tahona Vieja, pero no era un negocio muy próspero, por una parte debido a que las casas labradoras tienen horno propio y en él cuecen el pan que consumen, y por otra parte, por la competencia que les hacían los dinámicos panaderos de Mocejón y Bargas.
-El Pozo de la Nieve. En esta época, las nevadas eran abundantes en invierno. La nieve se almacenaba en un pozo, que estaba situado en la actual calle denominada Pozo de la Nieve. Dicha nieve se vendía durante 10 meses al año, que era el tiempo de su duración en el pozo, a un precio de ¾ de real la libra. Desde el 24 de agosto, día de San Bartolomé, hasta el 24 de octubre, se permitía que un alojero, hiciera refrescos con la nieve. Dichos refrescos estaban elaborados a base de agua, miel y especias, o bien algarroba blanca, molida y fermentada en agua. A todo ello le añadían la nieve para conseguir una bebida refrescante.
-El Molino de Harina. En el Arroyo Guatén, a su paso por el despoblado de Palomero, había un molino harinero con tres piedras, propiedad del Conde de Torrejón.
-Las Almazaras. La industria del aceite mantiene tres almazaras y una caldera para hacer jabón.
-La Tenería. La única que funcionaba en el pueblo se encontraba situada en la actual Calle Tenería. Se curtían trescientos cueros para suela, doscientos cordobanes, que era piel curtida de macho cabrío, y doscientas badanas, que era piel curtida de carnero u oveja. Los cueros los venden en Toledo y Aranjuez. Existía otra Tenería, pero sin uso.
-La falta de tierras propiedad del vecindario, obliga a trabajar a éste en las manufacturas familiares. Las mujeres tejen medias ordinarias y de estambre, pero esta actividad, floreciente hasta mediados del siglo, decae por falta de compradores. En el pasado los trajinantes manchegos hacían buen acopio de ellas, mas al dejar de comprar éstos, ya no tienen salida. A finales del siglo se tejieron muy pocas. También son prácticas las mujeres en la confección de medias finas de estambre de tres hilos, tarea lenta por lo que su precio se eleva de 26 a 30 reales cada par. También se hacen medias blancas, para teñirse después.
Alivió mucho la situación de Alameda el establecimiento de una fábrica de hilaza de lana, dependiente de la Real Fábrica de Guadalajara, en la que se ocuparon niños y niñas de diez a catorce años. La operación de carda la hacían viudas o casados pobres. Hay un centenar de tornos, y se mandaron a la fábrica central, en dos años, treinta y seis mil madejas de lanas.
Los tributos que se pagaban en el pueblo eran: el onzavo, dozavo, diezmos y primicias; importaban 4.348 reales. Por servicio ordinario y extraordinario 440 reales.
Bienes de propios: Posee el concejo entre otros bienes, ochocientas cincuenta y cuatro fanegas de tierra. Además los derechos de alcabala, fiel medidor, peso, almotacenazgo, correduría, saca y mojón.
Los haberes anuales del concejo suman 12 470 reales y los gastos 15 124 reales, conjugándose el déficit con el repartimiento vecinal.

### SigloXIX
A mediados del siglo XIX, el lugar tenía contabilizada una población de 1027 habitantes. La localidad aparece descrita en el primer volumen del Diccionario geográfico-estadístico-histórico de España y sus posesiones de Ultramar de Pascual Madoz de la siguiente manera: 

ALAMEDA DE LA SAGRA: v., con ayunt. de la prov., adm. de rent. y dióc. de Toledo (5 leg.), part. jud. de Illescas (2), aud. terr. y c. g. de Madrid (7 1/2). Sit. sobre una altura de terreno yesoso, está batida por todos los vientos, y su clima es poco sano: sus 300 casas, que son de regular fáb., forman varias calles, que si bien no son regulares, presentan alguna comodidad: hay casa consistorial con un pósito, cuyas existencias son 200 fan. de grano: la parr. titular de la Asuncion de Nra. Sra., se fundó en el año 1490. Confina su térm. por N. con el de Cobejar; E. con el de Requena; S. con el de Añover de Tajo, y O. con los de Villaseca de la Sagra y Villaluenga: comprende unas 1,000 fan. de tierra, poco mas ó menos, cuya mitad está plantada de viñas y olivos; por esta razon, siendo escaso el terreno restante, llevan los vec. en arrendamiento varias deh. dentro del mismo térm. de propiedad particular, y son la titulada Darajebal, Alejar, y la llamada Lagunazo, Cabezadas y Cabezadillas de Aceca, que pertenece al Real Patrimonio, y su acequia de Jarama: hay tambien una huerta de fan. y 1/2 de cabida, que solo prod. legumbres: cruzan el térm. el r. Tajo á 1 leg. del pueblo, y á 1/4 el arroyo Guadatén, sobre el cual y camino que va á Toledo hay un puente que fué edificado á costa del pueblo. Prod.: cereales, vino, hortalizas y aceite. Ind.: fábricas de yeso, á las que se dedican la mayor parte de los vec., dos tahonas y dos molinos de aceite, que únicamente se invierten en moler las respectivas cosechas de sus dueños. Pobl.: 213 vec., 1,027 hab. Cap. prod.: 1.825,920 rs. Imp.: 48,698. Contr. por todos conceptos, segun sus declaraciones, 45,908 rs. El cálculo de la matrícula catastral arroja el 74 rs. 16 mrs. por 100, imposicion enorme que aniquila el poder de la nacion.
(Madoz, 1845, p. 185)

## Demografía
Cuenta con una población de 4239 habitantes (INE 2024).
| Gráfica de evolución demográfica de Alameda de la Sagra entre 1842 y 2021                                             |
| |
| Población de derecho según los censos de población del INE. Población de hecho según los censos de población del INE. |

## Administración
| Periodo   | Nombre                    | Partido |
| --------- | ------------------------- | ------- |
| 1979-1983 | Manuel Hernández González | ORT     |
| 1983-1987 | Manuel Hernández González | PSOE    |
| 1987-1991 | Mariano Hernández Herrera | PP      |
| 1991-1995 | Mariano Hernández Herrera | PP      |
| 1995-1999 | Mariano Hernández Herrera | PP      |
| 1999-2003 | Rafael Martín Arcicóllar  | PSOE    |
| 2003-2007 | Rafael Martín Arcicóllar  | PSOE    |
| 2007-2011 | Rafael Martín Arcicóllar  | PSOE    |
| 2011-2015 | Rafael Martín Arcicóllar  | PSOE    |
| 2015-2019 | Rafael Martín Arcicóllar  | PSOE    |
| 2019-2023 | Rafael Martín Arcicóllar  | PSOE    |
| 2023-act. | Rafael Martín Arcicóllar  | PSOE    |

## Patrimonio

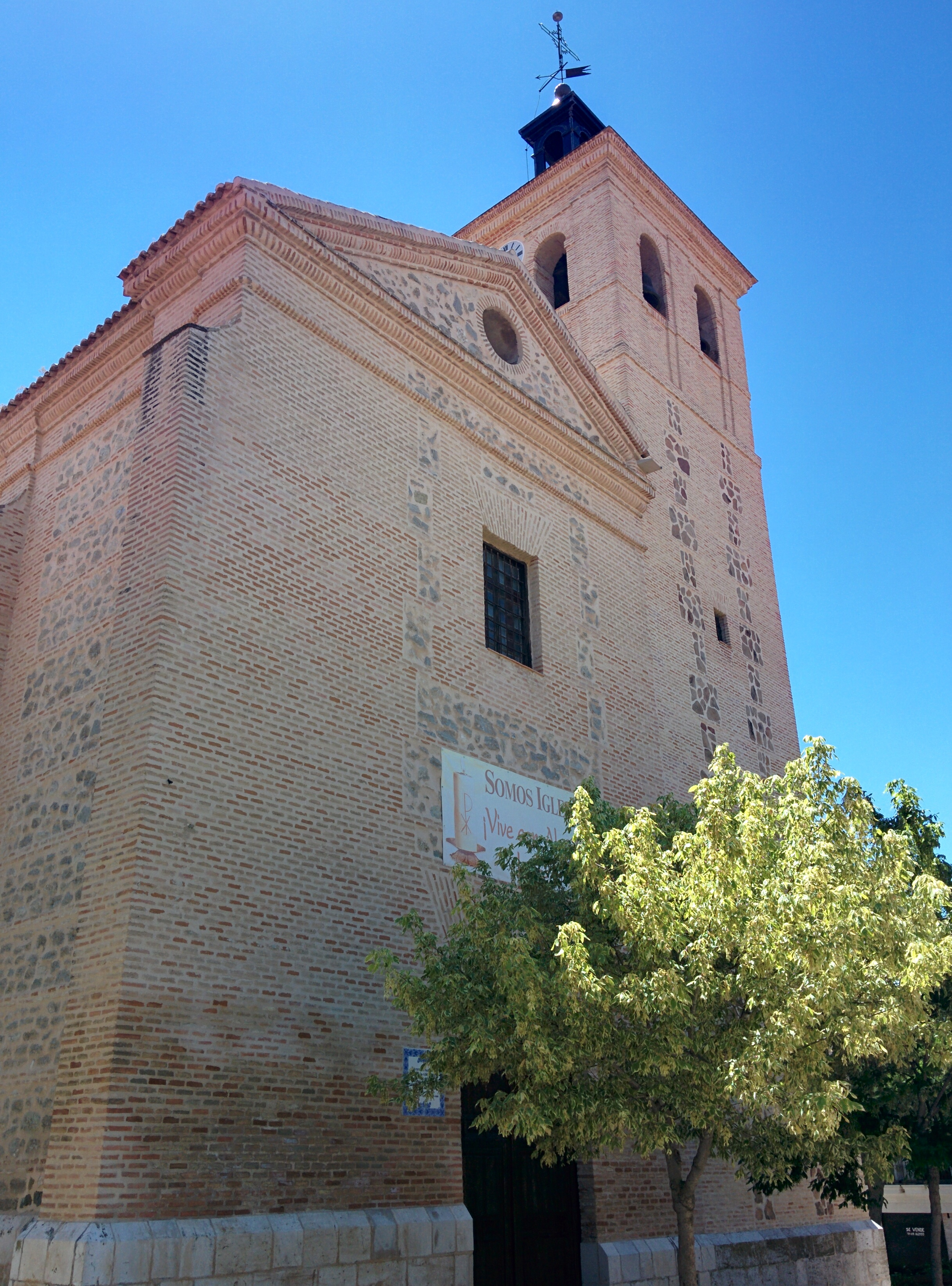
Iglesia de Nuestra Señora de la Asunción

En la localidad se encuentra la iglesia de Nuestra Señora de la Asunción, fundada en 1490.

## Fiestas
- Del 15 al 18 de julio: fiestas de Nuestra Señora del Carmen.
- Del 15 al 22 de agosto: celebraciones de Nuestra Señora de la Asunción y de San Roque.